# Malangsari (Lelea)
Malangsari is een bestuurslaag in het regentschap Indramayu van de provincie West-Java, Indonesië. Malangsari telt 3515 inwoners (volkstelling 2010).